# Повало-Швейковский, Яков Иванович
Яков Иванович Повало-Швейковский (9 октября 1750 — 27 сентября 1807, Санкт-Петербург) — русский военный и государственный деятель, генерал от инфантерии, действительный тайный советник.

## Биография
- 25 марта 1768 — Поступил на службу капралом в лейб-гвардии Семёновский полк.
- 5 февраля 1769 — фурьер.
- 1 января 1770 — сержант.
- 1 января 1771 — выпущен поручиком в Новгородский пехотный полк. Участвовал в турецкой войне в составе корпуса Эссена и Вейсмана.
- 7 мая 1772 — капитан.
- 10 июля 1773 — майор.
- 29 июня 1778 — переведён в лейб-гвардии Преображенский полк капитаном.
- 21 апреля 1784 — полковник Украинского легкоконного полка.
- с 25 мая 1788 — во главе полка участвовал во второй осаде Очакова.
- 21 апреля 1789 — бригадир. Во главе бригады находился в Польше.
- 25 марта 1791 — генерал-майор. Шеф Смоленского мушкетерского полка.
- 17 декабря 1797 — награждён орденом Святой Анны 1-й степени.
- 6 февраля 1798 — генерал-лейтенант с оставлением шефства.
- с 20 октября 1798 — с частью вспомогательного корпуса находился в Австрии.
- Апрель—август 1799 — отличился в Итальянском походе А. В. Суворова.
  - 11 апреля — при Паццолло принудил к отступлению французский отряд, мешавший переправе через р. Олио.
  - 13 апреля — разбил французский отряд при Лекко и на р. Адде.
  - 14 апреля — принудил к сдаче французский отряд на марше к Милану.
  - 9 мая — во главе отряда из 4-х пехотных батальонов, 40 казаков при пяти орудиях занял Валенцию.
  - 12 мая — во главе русско-австрийского корпуса занял Александрию.
  - 14 мая — награждён орденом Святого Александра Невского.
  - 6-9 июня — командовал 1-й дивизией в сражениях при реках Тидон и Треббия. 8 июня ранен пулей в бок.
  - 23 июля—август — во главе 10-тысячного русско-австрийского корпуса прикрывал осаду крепости Серравалле.
  - 4 августа — при Нови целый день во главе дивизии выдерживал атаки неприятия.
  - По вступлении армии в Швейцарию назначен дежурным генералом при армии.
- 23 сентября 1799 — командор ордена Святого Иоанна Иерусалимского.
- 27 сентября 1799 — генерал от инфантерии.
- 29 октября 1799 — алмазный крест ордена св. Иоанна Иерусалимского «за отличную неустрашимость при разбитии французской армии при Муттентале».
- 13 апреля 1800 — Киевский военный губернатор.
- 10 сентября 1800 — отставлен Павлом I от должности за «ложное донесение».
- 23 января 1801 — вновь принят на службу с переименованием в действительные тайные советники и с назначением присутствовать во Временном казённых и интересных дел департаменте Сената.
- 7 апреля 1803 — удостоился высочайшего благоволения за успешное рассмотрение дел в Сенате.
- 1804 — повелено присутствовать во Временном апелляционном департаменте.
- 1805 — повелено присутствовать в 4-м Апелляционном департаменте.

27 сентября 1807 года скончался в Санкт-Петербурге. Погребен на Лазаревском кладбище Александро-Невской лавры.